# Anđeo Kraljević
Fra Anđeo Kraljević (Čerigaj, Široki Brijeg, 26. prosinca 1807. – Konjic, 25. ožujka 1879.) bio je hrvatski i bosanskohercegovački biskup, franjevac, pisac i gramatičar.

## Životopis
Bio je kustodom Hercegovačke franjevačke kustodije. Kada je svoje djelo Razgovor duhovni poslao Propagandi u Rim 1859., ono mu je objavljeno, u čemu je veliku ulogu imao Paško Buconjić. Djelo mu je tiskano već iduće godine i distribuirano diljem Hercegovine. Sastavio je i gramatiku Grammatica latino-illyrica, radi sjemeništaraca na Širokom Brijegu, koji nisu imali literaturu za učiti latinski jezik. Godine 1862. fra Anđeo obratio se Propagandi, a nakon povoljnih sudova fra Paška Buconjića, profesora na franjevačkom učilištu u Rimu, i generalnog definitora franjevačkog reda fra Ante Lulića, objavljena je i razdijeljena po Hercegovini. Od značajnijih djela, napisao je još knjigu propovijedi za pučanstvo Govorenje za svetkovine. Zaslužan je za početke tiskarstva u Hercegovini. Zahvaljujući njemu otvorena je prva hercegovačka tiskara.

## Djela
- Schematismus (1853.)
- Razgovor duhovni (1860.)
- Gramatica latino-illyrica (1863.)
- Put križa (1867.)
- Govorenje za svetkovine (1870.)
- Ispovidnik kod bolesnika (1870.)
- Molitvenik (1873.)
- Zabava duhovna za dicu školsku (1874.)

## Vanjske poveznice
Mrežna mjesta
- Hercegovačka franjevačka provincija Uznesenja BDM  Arhivirana inačica izvorne stranice od 21. kolovoza 2007. (Wayback Machine)

| Prethodnik:    | Mostarsko-duvanjska biskupija | Nasljednik:     |
| Rafael Barišić | Mostarsko-duvanjska biskupija | Paškal Buconjić |